# Ібрагим Арифович
Ібрагім Аріфович (серб. Ибрахим Арифовић; нар. 22 березня 1990, Новий Пазар, СФР Югославія) — сербський футболіст, лівий захисник шведського клубу «Преспа Бірлік».

## Життєпис
Народився в сербському місті Новий Пазар. Футбольну кар'єру розпочав у «Нові Пазар» з Суперліги Сербії, де виступав протягом тривалого періоду часу. У першому семестрі 2015 року зіграв у «Беране» в Першій лізі Чорногорії. Наступного сезону відіграв перші 6 місяців за «Кастріоті» в албанській Суперлізі. Згодом повернувся до «Беране» і по завершенні першої половини сезону 2016/17 років перебрався до «Йошаниці» в Сербській лізі Захід, але на початку 2017 року втретє приєднався до рідного клубу «Нові Пазар». 31 січня 2018 року підписав 1-річний контракт з «ТБ/ФКС/Ройн».